# Giuseppe Gabrielli

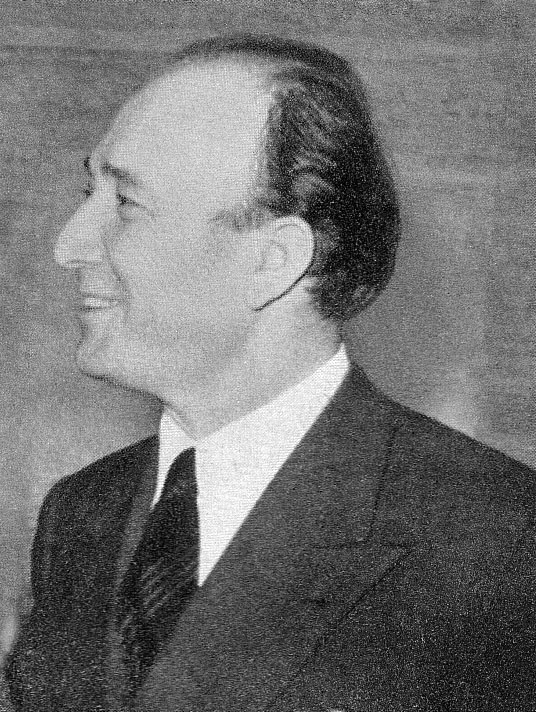
Giuseppe Gabrielli en 1957

Giuseppe Gabrielli (26 de febrero de 1903 - 29 de noviembre de 1987) fue un ingeniero aeronáutico italiano. Es famoso por diseñar varias aeronaves militares italianas, incluyendo los FIAT G.50 y G.55, cazas de la Segunda Guerra Mundial.

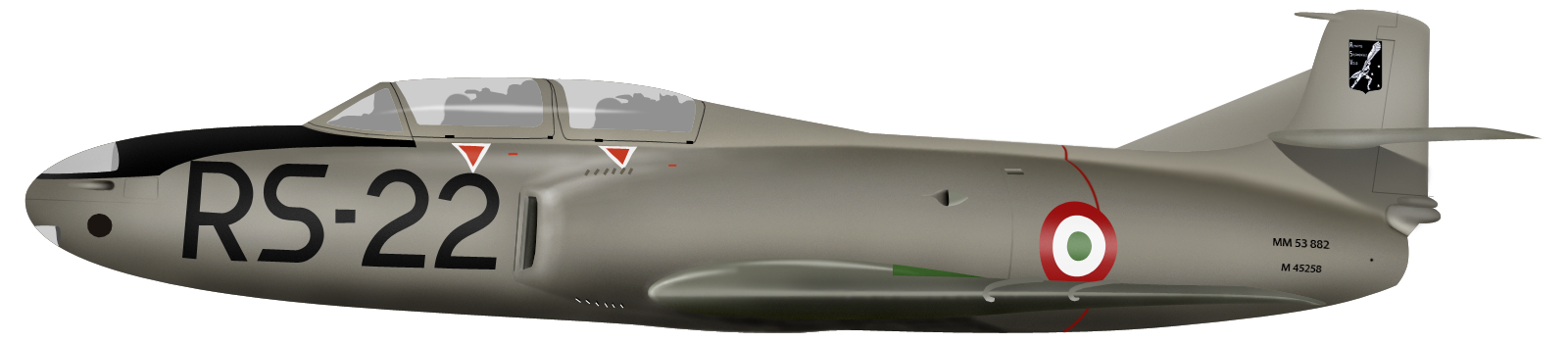
El FIAT G.80 es uno de sus diseños

Nació en Caltanissetta, Sicilia, y estudió en el Instituto Politécnico de Turín y en Aquisgrán, Alemania dónde fue enseñado por Theodore von Kármán. Gabrielli empezó su trabajo como diseñador en Piaggio, pero pronto fue contratado por Giovanni Agnelli para dirigir la sección de aeronáutica de Fiat, la Fiat Aviazione .
Gabrielli diseñó 142 aeronaves, todos con su inicial en su designación, incluyendo el G.50, el G.55 (uno de los mejores cazas de la Segunda Guerra Mundial), el G.80 (uno de los primeros reactores diseñados en Italia), el Aeritalia G.91 (que ganó un concurso de la OTAN para un caza estándar en los años 50), y el G.222, un avión de transporte militar cuyo diseño evolucionó en el C-27J Spartan (con la adición de nuevos motores y aviónica).
En 1967, la Deutsche Gesellschaft für Luft- und Raumfahrt (Sociedad Alemana para el Aire y el Espacio) otorgó a Gabrielli el Anillo de Ludwig-Prandt por su "excepcional contribución en el campo de la ingeniería aeroespacial".
Murió en Turín en 1987.